# Andringitra Nationalpark

Andringitra Nationalpark er en nationalpark i Haute Matsiatra-regionen på Madagaskar, 47 km syd for Ambalavao. Parken blev etableret i 1999 og administreres af Madagascar National Parks Association. Den blev indskrevet somverdensarvssted i 2007 som en del af regnskovene i Atsinanana.

## Historie
Områdets betydning blev bemærket af opdagelsesrejsende i begyndelsen af det 20. århundrede, og i 1927 blev den centrale del af bjergkæden erklæret for et Strengt beskyttet Naturreservat" ("Strict Nature Reserve"). I de tidlige 1990'ere introduceredes den madagaskiske miljøhandlingsplan, med bl.a. ideen om at Madagaskar tog ejerskab over miljødagsordenen, i stedet  for donorer, og i 1999 blev området udpeget til nationalpark. I 2007 blev parken en del af verdensarvsstedet Atsinananas regnskove.

## Geografi
Reservatet har et areal på 311,6 km2 og dækker meget af granitmassivet i Andringitra-bjergene, som rejser sig over sletterne. Reservatets højde varierer fra 700 meter til toppen af landets næsthøjeste bjerg, Imarivolanitra (tidligere Pic Boby) på 2.658 moh. Den gennemsnitlige årlige nedbør er 1.500-2.500 mm og snefald forekommer i nogle år. Madagaskars laveste temperatur, −8 °C er målt her. Floderne Ampanasana, Iantara, Menarahaka og Zomandao løber gennem reservatet.
Tre forskellige grupper  mennesker bor i parken. Mod syd og vest hollder Barafolket kvæg på græs på savannen og i dalene og på højdedragene, mens Bara Haronga mod øst dyrker ris, og Betsileofolket har udviklet et kunstvandingssystem på bjergenes udløbere mod nord til dyrkning af ris.

## Flora og fauna
Parken er et af de steder på Madagaskar med højest biodiversitet, med mange endemiske arter. De østlige udløbere af massivet er dækket af fugtig skov og fugtige græsarealer og krat i de højere beliggende områder. På den vestlige side er der forholdsvis tør skov. Der er over tusind arter af planter, hundrede fuglearter, og 55 arter af frøer registreret som beboere i parken.
Der er over halvtreds arter af pattedyr, herunder tretten af lemurarter. Andringitras bestand af ringhalet lemur har væsentligt tykkere pels end resten af øens bestand. Dette er sandsynligvis en tilpasning til det koldere klima i de store højder.